# Anilios australis
Anilios australis är en ormart som beskrevs av Gray 1845. Anilios australis ingår i släktet Anilios och familjen maskormar. Inga underarter finns listade i Catalogue of Life.
Arten når vanligen en längd av 25 cm och några exemplar blir 50 cm långa. Den har en brun, gråbrun eller mörk violettbrun ovansida samt en vitaktig undersida. Svansen liknar en spik i formen.
Denna orm förekommer i Australien i sydvästra delen av Western Australia. Arten lever i olika habitat med sandig eller annan mjuk mark. Honor lägger ägg. Anilios australis gräver i marken och den har larver av myror och termiter som föda.
För beståndet är inga hot kända. IUCN listar arten som livskraftig (LC).